# 兪淵
兪 淵（ゆ えん、生年不詳 - 1400年）は、元末明初の軍人。本貫は濠州。

## 生涯
兪廷玉の子として生まれた。1355年（至正15年）、父や兄の兪通海・兪通源らとともに朱元璋に降った。兪淵は父兄の功により舎人として朱元璋に近侍した。征討に従い、功績を重ねて都督僉事に任じられた。1390年（洪武23年）、次兄の兪通源は胡惟庸の獄に連座したが、兪淵は不問に付された。1392年（洪武25年）、越巂侯に封じられ、世券を与えられた。軍を率いて建昌の反乱を討ち、越巂に築城した。翌年、罪に問われて侯位を失い、郷里に帰された。1399年（建文元年）、建文帝に召し出されて爵位をもどされた。1400年（建文2年）、靖難の変を起こした燕王朱棣を討つべく建文帝側の軍に参加して、白溝河で戦没した。次男の兪靖が官を嗣いだ。